# Horse (Ballspiel)
Horse (H-O-R-S-E) ist ein einfaches Spiel, dessen Ziel es ist, die Aktionen seiner Mitspieler so gut es geht zu kopieren. Dieses sehr allgemein gehaltene Spielprinzip findet in verschiedenen Sportarten Anwendung; besonders beliebt ist Horse im Basketball oder unter Skateboard-Fahrern.

## Spielprinzip
Der beginnende Spieler definiert die folgende Aktion (z. B. im Basketball Wurf von der Drei-Punkte-Linie mit geschlossenen Augen) und führt sie vor. War sie erfolgreich, müssen die anderen Mitspieler sie kopieren. Jeder Spieler, dem dies nicht gelingt, bekommt einen Buchstaben des Wortes „HORSE“. Wenn ein Spieler alle fünf Buchstaben gesammelt hat, hat derjenige verloren und die restlichen Spieler spielen solange weiter bis ein Sieger feststeht.

## HORSE-Games bei der NBA
Nach einem ersten Versuch 1977/78 wurden in der Saison 2008/2009 während der All-Star Saturday Night der NBA erneut HORSE-Wettbewerbe ausgetragen. Beim All Star Weekend 2010 trat Titelverteidiger Kevin Durant gegen Rajon Rondo von den Boston Celtics und Omri Casspi von den Sacramento Kings an. Caspi schied als erster aus, so dass Kevin Durant im Finale gegen Rajon Rondo antrat. Da direkt im Anschluss an das H.O.R.S.E. Game noch Slam Dunk Contest, Three-Point Shootout und die NBA Skills Challenge anstand, wurde der Wettbewerb auf Grund des Zeitdrucks im Finale zwischen Rondo und Durant in ein Werfen von der Dreierlinie umgewandelt, das Durant für sich entschied.
Sieger
- 2010 – Kevin Durant, Oklahoma City Thunder
- 2009 – Kevin Durant,  Oklahoma City Thunder
- 2008 – Lance Allred, Idaho Stampede